# Jan Veleba (Leichtathlet)
Jan Veleba (* 6. Dezember 1986 in Brünn, Tschechoslowakei) ist ein tschechischer Sprinter, der sich auf den 100-Meter-Lauf spezialisiert hat. Aktuell ist er Inhaber des Landesrekordes im 100-Meter-Lauf.

## Sportliche Laufbahn
Erste Erfahrungen bei internationalen Meisterschaften sammelte Jan Veleba im Jahr 2010, als er bei den Europameisterschaften in Barcelona im 100-Meter-Lauf mit 10,68 s in der ersten Runde ausschied. Im Jahr darauf nahm er im 60-Meter-Lauf an den Halleneuropameisterschaften in Paris teil und erreichte dort das Halbfinale, in dem er mit 6,71 s ausschied. 2012 erreichte er bei den Europameisterschaften in Helsinki über 100 Meter das Halbfinale und schied dort mit 10,60 s aus. Zudem trat er auch mit der tschechischen 4-mal-100-Meter-Staffel an und erreichte auch das Finale, in dem die Stafette ihren Lauf aber nicht beendete. Zwei Jahre darauf erreichte er bei den Europameisterschaften in Zürich über 100 Meter das Halbfinale und schied dort mit 10,38 s aus. Auch bei den Leichtathletik-Halleneuropameisterschaften 2015 in Prag schied er über 60 Meter mit 6,74 s im Halbfinale aus, wie auch bei den Europameisterschaften 2016 in Amsterdam über 100 Meter mit 10,28 s.
2017 erreichte er bei den Halleneuropameisterschaften in Belgrad über 60 Meter das Halbfinale, in dem er mit 6,80 s ausschied und 2018 scheiterte er bei den Europameisterschaften in Berlin über 100 Meter mit 10,52 s in der ersten Runde und erreichte mit der Staffel das Finale, ging dort aber nicht mehr an den Start. Bei den IAAF World Relays 2019 in Yokohama schied er dann mit 38,77 s in der Vorrunde aus. Im Jahr darauf verbesserte er sich auf 10,16 s und egalisierte damit den Landesrekord von Zdeněk Stromšík aus dem Jahr 2018. 2021 startete er ein weiteres Mal bei den Halleneuropameisterschaften in Toruń und schied dort mit 6,75 s im Vorlauf über 60 Meter aus. Anfang Mai konnte er bei den World Athletics Relays im polnischen Chorzów den Vorlauf in der 4-mal-100-Meter-Staffel nicht beenden. 2023 wurde er bei der 1. Liga der Team-Europameisterschaft im Rahmen der Europaspiele ebendort in 10,48 s Sechster im B-Lauf über 100 Meter und gelangte mit der 4-mal-100-Meter-Staffel mit 39,17 s auf Rang drei im B-Lauf. Im Jahr darauf wurde er bei den World Athletics Relays in Nassau in 39,20 s Sechster im A-Lauf in der 2. Qualifikationsrunde über 4-mal 100 Meter für die Olympischen Spiele. Juni kam er bei den Europameisterschaften in Rom mit 10,53 s nicht über den Vorlauf über 100 Meter hinaus und verpasste mit der Staffel mit 39,22 s den Finaleinzug.
In den Jahren 2010, 2014, 2016, 2019 und 2020 sowie 2023 wurde Veleba tschechischer Meister im 100-Meter-Lauf sowie 2016 und 2023 auch in der 4-mal-100-Meter-Staffel. In der Halle siegte er 2011, 2013 und von 2015 bis 2017 sowie 2021 im 60-Meter-Lauf.

## Persönliche Bestzeiten
- 100 Meter: 10,16 s (+1,8 m/s), 26. Juli 2019 in Brünn (tschechischer Rekord)
  - 60 Meter (Halle): 6,64 s, 21. Januar 2023 in Jablonec nad Nisou
- 200 Meter: 20,64 s (+1,7 m/s), 31. Juli 2020 in Prag
  - 200 Meter (Halle): 22,91 s, 26. Februar 2006 in Prag